# 淡路屋 (神戸駅)
株式会社淡路屋（あわじや）は、兵庫県神戸市東灘区に本社を置く食品会社。

## 沿革
明治時代初期には、曾根崎新地で料亭を営んでいた。屋号は「淡宇」。
1903年に、阪鶴鉄道の構内営業許可を取得して駅弁の販売を開始。拠点は、池田駅（現・川西池田駅）・生瀬駅などを転々とする。1911年には「鮎寿し」を開発。
第二次世界大戦敗戦後の食糧難期には、ふすま（小麦の皮）を使った蒸しパンを使った弁当を考案する。また、神戸駅の駅弁店が戦災のために廃業していたことから、同時期に当時の運輸省より神戸駅の駅弁店となることを要請され、それを受けて神戸駅へ移転。なお、登記上本店は神戸駅近くの中央区新港町8-2（新港貿易会館内）だが、実際の本社機能は東灘区魚崎南町3丁目6番18号にある。
1949年、株式会社化。
山陰本線園部駅の駅弁業者も同じ「淡路屋」の屋号を名乗っているが、これは1910年にこの会社の支店として発足したもので、のち1924年に独立している。こちらも1958年に株式会社化している。かつては双方で「鮎寿司」を販売していたこともがあったが、2013年現在は全く別の駅弁を販売している。

## 営業内容
- 西日本旅客鉄道（JR西日本）駅構内、新幹線などにおける駅弁の調製・販売（列車内販売は委託）。
- 百貨店での弁当販売。
- スポーツスタジアムでの弁当販売。
- 飲食店営業。
- 関西3空港（神戸・伊丹・関空）での空弁の販売。
- 仕出し。

かつては六甲道駅、三ノ宮駅（そごう神戸店時代から、近隣の神戸阪急にも出店。これとは別に三宮センター街にも新規出店）、元町駅（近隣の大丸神戸店に出店）、明石駅など神戸市周辺の主要駅で駅弁を手広く販売していたが、これらの駅からは撤退し、2022年12月現在直営店があるのは神戸駅・新神戸駅・西明石駅・垂水駅・芦屋駅(現在は駅に直結している大丸芦屋店に移転)・鶴橋駅のみとなっている。また、新神戸駅に停車する下り列車の普通車指定席・グリーン車を利用する場合に限り、座席まで配達するというサービスが行われている。なお、以前は大阪市内の交通科学博物館においても駅弁販売や食堂運営を行っていたが、2014年4月の交通科学博物館の閉館に伴い館内での駅弁販売及び食堂運営は終了した。兵庫県内では、城崎温泉駅でも別の業者に委託する形で販売されている。
2022年に東京都足立区に東京工場を設置し、翌年には首都圏初の直営店をラゾーナ川崎プラザに開店した（それ以前にも淡路屋の駅弁は首都圏の主要駅で販売されていたが、神戸の本社工場から輸送しJR東日本の関連会社に委託して販売していた）。

## 主な商品

### 駅弁
肉めし
1965年発売。生瀬駅時代の名物だった鮎寿しにかわる名物として開発、カレー風味のバレンシアライスに国産和牛もも肉を用いたローストビーフ風の低温調理肉を載せた弁当。
あっちっち但馬牛すき焼き弁当
フクビ化学工業との共同開発で全国初の生石灰を用いた加熱式の駅弁として1987年に発売された穴子弁当「あっちっちスチーム弁当」の派生品として、1988年に発売された「あっちっちすき焼き弁当」をリニューアルし2016年より発売。日本の加熱式のすき焼き駅弁では唯一殺菌済みの生卵を使用しているのが特徴。のちにこの弁当にならった加熱式駅弁が次々と販売されるようになった。旧あっちっちすき焼き弁当は小池百合子やオリックス・ブルーウェーブ所属時代のイチローが好んで食べたことで知られる。
神戸のステーキ弁当
神戸ワイン入りのタレをからめたステーキが入った商品。
さばずし
サバの押し寿司。限定生産品。
神戸食館
たこ天・牛肉すき焼き風煮・イカナゴの釘煮といった神戸のイメージを盛り込んだ幕の内弁当。2021年より「神戸を旅する駅弁」をコンセプトとした都あきこデザインのパッケージを採用。
神戸デリカ
ハンバーグ・スコッチエッグといった洋風のおかずや牛肉煮・ビーフンといった神戸らしいおかずを盛り込んだ幕の内弁当。2021年より「神戸をお散歩する～おしゃれでハイカラな神戸～」をコンセプトとした都あきこデザインのパッケージを採用。
ひっぱりだこ飯
蛸壺風の陶器の容器に醤油味のご飯とタコ・穴子・季節の野菜等を盛り付けたもの。1998年に明石海峡大橋の開通を記念して販売を開始。
主力商品の一つとして2022年時点で年間約50万個、発売から2021年までに約1350万個を販売している。
タコは当初明石を中心とした播磨灘産を主に用いていたが、2021年10月からは不漁に伴い長崎・岡山等兵庫県外の国内産の物を主に用いている。また2017年の「金色のひっぱりだこ飯」を皮切りに、駅弁に接しない層へのアピールも兼ねて各種派生商品も展開しており2023年までに約30社とのコラボを展開した。
- 派生商品
  - 金色のひっぱりだこ飯 - 2017年発売の派生商品第1弾、通算売上1000万個突破を記念し金色の容器を使用。
  - 伊右衛門版ひっぱりだこ飯 - 福寿園とのコラボ商品。抹茶色の容器を使用。茶葉を混ぜて炊き込んだ醤油飯などの特別メニューを盛り付けている。
  - ハローキティ版ひっぱりだこ飯 - ピンクの容器を使用。ハローキティをかたどったカマボコ入り。
  - 春のひっぱりだこ飯 - 季節の野菜を使用。
  - 銀色のひっぱりだこ飯 - 銀色の容器を使用。銀ザケ・銀杏入り。
  - ゴジラ対ひっぱりだこ飯 - 異業種コラボ企画第1弾として2019年に発売。ゴジラとタコの戦いをイメージして、ゴジラをあしらった黒色の容器に、ゴジラの熱線を浴びたイメージの焼きタコ、ゴジラの卵をイメージしたうずら卵の天ぷら等を入れバーコードの下4桁を第1作にちなんだ「1954」にするといった趣向としている。
  - たこ壷カレー - ひっぱりだこ飯の容器にドライカレーと真ダコの旨煮を盛り付けたもの。
  - パパたこ版ひっぱりだこ飯 - 2022年の全国豊かな海づくり大会兵庫大会に向けて企画された、明石観光協会とのコラボ商品。赤色の容器を使用。タコは明石産のものを使用。
  - 海と日本PROJECT版ひっぱりだこ飯 - 日本財団「海と日本PROJECT」とのコラボ商品。エメラルドブルーの容器を使用、掛け紙には同プロジェクトのイベント「ひょうごシーレンジャー!」に参加した子供から寄せられた海に関する児童画があしらわれた。
  - 御船印版ひっぱりだこ飯 - 旅客船業界の活性化を目的とする「御船印めぐりプロジェクト」とのコラボ商品。水色の容器を使用。
  - 兵庫県警版ひっぱりだこ飯 - 白と黒のカラーリングに「兵庫県警」「POLICE」の文字が入った容器を使用。
  - さかなクンひっぱりだこ飯 - 全国豊かな海づくり大会兵庫大会に合わせた、明石たこ大使を務めるさかなクンとのコラボ商品。ハコフグ帽子をイメージした水色と黄色の容器を使用。明石産のタコやタイ、タイ型に切り抜かれた人参入り。
  - 海の「もしも」は118番 ひっぱりだこ飯 - 海上保安庁とのコラボ商品。紺色の容器を使用し2022年は明石海峡大橋と巡視船の図柄、2023年は救難ヘリコプターとタコや「自己救命策3つの基本」の図柄が描かれた。
  - ひっぱりいか飯 - 2024年4月1日のエイプリルフール限定商品として発売。イカの旨煮とイカ団子を入れ、外装はイカの着ぐるみを着たタコのイラストの掛け紙や白の容器を使用。

新幹線弁当
新幹線の先頭車両をかたどった容器を用いた弁当。これまでに0系（夢の超特急0系新幹線弁当）・500系（500系新幹線弁当・新幹線：エヴァンゲリオンプロジェクト弁当・ハローキティ新幹線弁当）・923形（ドクターイエロー弁当）・W7系（W7系新幹線弁当）が発売されている。
W7系が走行する北陸新幹線沿線では淡路屋の駅弁は基本的に販売されていないが、W1編成が神戸市内（川崎重工業兵庫工場）で製造された縁もありラインナップされている。
但馬牛めし
きつねの鶏めし
嵯峨野観光鉄道とのコラボレーション商品。かやくご飯と鶏の旨煮を中心に油揚げ、すぐき漬、九条ねぎなど京都をイメージした食材を入れ、また薬味として原了郭の黒七味を添えた。
かに寿司
2019年1月に閉店した浜坂駅「米田茶店」で販売されていた商品を継承して販売。バラ身・棒肉で違う配合の甘酢で味付けした蒸しカニを載せている。
神戸ビーフ肉めし。
2021年発売。「肉めし」の上級品として神戸ビーフを使用。
JR貨物コンテナ弁当
JR貨物のコンテナをモチーフとした容器を使用した弁当。
- 神戸のすきやき編 - 2022年1月1日発売。茶色の19Dコンテナを再現し、白米の上に牛肉や野菜などのすき焼き風の具材を載せた。
- 明石の鯛めし編 - 2023年1月7日発売。鉄道コンテナ輸送50周年記念の緑色の19Dコンテナを再現し、鯛の身と一緒に炊いた鯛めしと鯛の塩焼きやひじき煮などを入れた。
- 京都の鶏めし編 - 2024年1月発売。18D型コンテナを再現し、「きつねの鶏めし」同様の鶏肉の照り焼き・つくね・油揚げなどを入れた。

どこでも駅弁
新型コロナウイルスに伴う減収を補うべく開発された自然解凍・レンジ解凍両方に対応した冷凍弁当。主力商品「ひっぱりだこ飯」「きつねの鶏めし」「神戸名物すきやき弁当」の3種を取り揃えた。
過去の商品
- 神戸ワイン弁当

ワインボトルをつけた弁当として有名になった。180mlクォーターボトル入の神戸ワインとグラス、バレンシアライスや国産牛ステーキなどを入れた。
- タンゴランチ

丹後地方の郷土料理を盛り合わせた幕の内弁当。
- 令和の嗜み弁当[22]

新型コロナウイルス対策を反映し、疫病退散に御利益のあるアマビエを描いた飛沫防止シールドを立ち上げられるパッケージングとした幕の内弁当。

### 駅弁以外の商品
イベントランチ
各種イベント向けの幕の内弁当。複数のグレード・メニューが用意されている。
お重弁当
慶弔に対応した弁当類で、一重のもの、複数のお重のものなど、各種のグレードが用意されている。
パーティセット・オードブル
パーティなどのための仕出し料理。
トワイライト特製2段重
大阪発のトワイライトエクスプレス車内でのみ、当日の19時まで数量限定で販売（事前予約も可能）。2014年5月1日販売開始、2015年3月12日販売終了。
ひっぱりだこ飯関連陶器
ひっぱりだこ飯の容器に合う取っ手付きの蓋「ひっぱりだこの蓋」や、容器をモチーフにしたコーヒーカップ「ひっぱりだこの珈琲カップ」・お猪口「ひっぱりだこのお猪口」、徳利「ひっぱりだこの徳利」を発売。

## 備考
- 駅弁誕生説のひとつ、明治10年（1877年）神戸駅説については、淡路屋が主張しているもの。ただしこの明治10年神戸駅説に登場する駅弁は淡路屋のものではない。
- 航空法により航空機内には生石灰の持ち込みが禁止されているため、空港では「あっちっち」シリーズは販売されていない。